# Оцука Сіндзі
Сіндзі Оцука (яп. 大塚 真司, нар. 29 грудня 1975, Префектура Тіба) — японський футболіст, що грав на позиції півзахисника.
Виступав, зокрема, за клуб «Кавасакі Фронталє», а також молодіжну збірну Японії.

## Клубна кар'єра
У дорослому футболі дебютував 1994 року виступами за команду клубу «ДЖЕФ Юнайтед», в якій провів два сезони, взявши участь у 5 матчах чемпіонату. 
Своєю грою за цю команду привернув увагу представників тренерського штабу клубу «Кавасакі Фронталє», до складу якого приєднався 1997 року. Відіграв за команду з Кавасакі наступні три сезони своєї ігрової кар'єри. Більшість часу, проведеного у складі «Кавасакі Фронталє», був основним гравцем команди.
Згодом з 2001 по 2005 рік грав у складі команд клубів «Омія Ардія» та «Монтедіо Ямагата».
Завершив професійну ігрову кар'єру у клубі «Консадолє Саппоро», за команду якого виступав протягом 2006—2008 років.

## Виступи за збірну
1995 року залучався до складу молодіжної збірної Японії.  У її складі був учасником молодіжного чемпіонату світу 1995 року.